# The Crow (colonna sonora)
The Crow: Original Motion Picture Soundtrack è l'album contenente la colonna sonora del film Il Corvo, pubblicato il 29 marzo 1994. La canzone che ha riscosso maggior successo è stata Big Empty dei Stone Temple Pilots, contenuta anche nel loro secondo album, Purple.

## Informazioni
L'album contiene varie reinterpretazioni come Dead Souls dei Nine Inch Nails, The Badge dei Pantera e Ghost Rider dei Rollins Band, cover delle omonime canzoni rispettivamente dei Joy Division, dei Poison Idea e dei Suicide.
I Rage Against the Machine registrarono nuovamente nel 1991 il b-side del singolo Darkness of Greed rinominandolo semplicemente in Darkness e adattandolo per questa colonna sonora. Anche i The Cure hanno scritto un brano per il film, Burn.
L'inserimento di canzoni scritte dai The Cure e dai Joy Division è degno di nota, infatti entrambe le band hanno influenzato moltissimo la creazione del fumetto originale. James O'Barr il creatore de Il Corvo, ristampò su una pagina intera il testo della canzone The Hanging Garden dei The Cure, mentre molti capitoli prendono il nome da alcune canzoni dei Joy Division, come Atmosphere e Atrocity Exhibition. Il protagonista, Eric, addirittura cita frasi della canzone Disorder, tratta dall'album Unknown Pleasures. O'Barr è stato un grande fan di entrambe le band.
L'album ha raggiunto la prima posizione della classifica Billboard 200 e ha venduto oltre tre milioni di copie nei soli Stati Uniti.

## Tracce
1. Burn - The Cure (Robert Smith, Simon Gallup, Boris Williams, Perry Bamonte) – 6:39
2. Golgotha Tenement Blues - Machines of Loving Grace (Scott Benzel, Mike Fisher, Stuart Kupers, Thomas Melchionda) – 4:01
3. Big Empty - Stone Temple Pilots (Dean DeLeo, Scott Weiland) – 4:56
4. Dead Souls - Nine Inch Nails (Joy Division) – 4:54
5. Darkness - Rage Against the Machine (Rage Against the Machine) – 3:41
6. Color Me Once - Violent Femmes (Gordon Gano, Brian Ritchie) – 4:09
7. Ghostrider - Rollins Band (Martin Rev, Alan Vega) – 5:45
8. Milktoast (also known as Milquetoast) - Helmet (Page Nye Hamilton) – 3:59
9. The Badge - Pantera (Poison Idea) – 3:54
10. Slip Slide Melting - For Love Not Lisa (For Love Not Lisa) – 5:47
11. After the Flesh - My Life with the Thrill Kill Kult (Buzz McCoy, Groovie Mann) – 2:59
12. Snakedriver - The Jesus and Mary Chain (William Reid, Jim Reid) – 3:41
13. Time Baby III - Medicine (Jim Goodall, Brad Laner, Jim Putnam, Ruscha, Beth Thompson) – 3:52
14. It Can't Rain All the Time - Jane Siberry (Graeme Revell, Jane Siberry) – 5:34

## Formazione
- Jane Siberry - performer
- The Cure -  performer
- Helmet - performer
- The Jesus and Mary Chain - performer
- Nine Inch Nails - produttore, performer
- Pantera - performer
- Brian Ritchie - basso, voce, produttore
- Henry Rollins - performer
- Violent Femmes - performer
- Victor de Lorenzo - batteria, voce, produttore
- My Life With the Thrill Kill Kult - performer
- Rage Against the Machine - performer
- Medicine - performer
- Stone Temple Pilots - performer
- Perry Bamonte - chitarra, tastiera
- Henry Bogdan - basso, produttore
- Doug Carrion - produttore, ingegnere
- Zack de la Rocha - voce, produttore
- Nick DiDia - ingegnere
- Elizabeth Fraser - voce
- Simon Gallup - basso
- Gordon Gano - chitarra, violino, voce, produttore
- Djivan Gasparyan - duduk
- Robin Guthrie - remixing
- Page Hamilton - chitarra, produttore
- Brad Laner - produttore
- Machines of Loving Grace - performer
- Buzz McCoy - produttore, ingegnere, mixing
- Tom Morello - chitarra, produttore
- Roli Mosimann - mixing
- Bryan New - ingegnere
- Brendan O'Brien - produttore, mixing
- Vinnie Paul - ingegnere, mixing
- Jim Reid - produttore
- William Reid - produttore
- Trent Reznor - produttore, ingegnere
- John Siket - ingegnere
- Robert Smith - chitarra, voce, produttore
- John Stanier - batteria, produttore
- Tim Commerford - basso produttore
- Theo VanRock - produttore, ingegnere mixing
- Butch Vig - produttore
- Brad Wilk - batteria, produttore
- Boris Williams - batteria
- For Love Not Lisa - performer
- Dick Meaney - ingegnere
- Rollins Band - performer
- John Flannery - ingegnere
- Stuart Kupers - basso, chitarra, produttore
- Chris Apthorp - ingegnere
- Scott Benzel - voce, produttore
- Ray Mascarenas - ingegnere
- Brad Kemp - batteria, produttore
- Brian Williams - programming, sound design
- Chip Woodward - maestro del coro
- Matt Hyde -produttore, ingegnere mixing

## Posizione in classifica
| Classifica        | Posizione |
| ----------------- | --------- |
| The Billboard 200 | 1         |